# 地方競馬招待競走
地方競馬招待競走（ちほうけいばしょうたいきょうそう）および中央競馬招待競走（ちゅうおうけいばしょうたいきょうそう）とは中央競馬と地方競馬で毎年交互に行っていた競馬の競走（平地競走）である。

## 概要
中央競馬と地方競馬の交流の項目も参照。
1972年以前は中央競馬と地方競馬間の交流は一切無かったが（騎手交流競走すら無かった）、1973年に中央競馬が地方競馬招待競走（サラブレッド系・オープン特別）を創設し、この競走には全国の地方競馬から招待を受けた馬が出走した。1974年に今度は地方競馬の大井競馬場が中央競馬招待競走を創設。こちらは重賞扱いとし、中央競馬ならびに全国の地方競馬の所属馬を招待した。当日は日本教育テレビとラジオ関東で中継された。以降は1年毎に中央競馬と地方競馬で相互に施行されることになった。
しかし1981年に中央競馬でジャパンカップが創設され1983年から地方競馬所属馬にも出走を認めたことから存在意義が薄くなり、1985年をもって両競走は廃止された。翌1986年に中央競馬のオールカマーを地方競馬招待競走とし、地方競馬の帝王賞を中央競馬招待競走とすることで引き継がれることとなった。

## 歴史
- 1973年 東京競馬場において地方競馬招待競走を実施。オープン特別競走、優勝賞金1500万円。
- 1974年 大井競馬場において中央競馬招待競走を実施。重賞競走、優勝賞金1800万円。
- 1975年 この年から両競走で優勝賞金2000万円となる。
- 1985年 廃止。

### 地方競馬招待競走歴代優勝馬
| 回数  | 施行日         | 施行場    | 優勝馬             | 性齢 | 所属 | タイム | 優勝騎手   | 管理調教師 |
| ----- | -------------- | --------- | ------------------ | ---- | ---- | ------ | ---------- | ---------- |
| 第1回 | 1973年10月21日 | 東京      | ユウシオ           | 牡4  | JRA  | 1:51.1 | 郷原洋行   | 菊池一雄   |
| 第2回 | 1975年11月30日 | 中京（J） | ロングホーク       | 牡4  | JRA  | 1:48.0 | 武邦彦     | 松田由太郎 |
| 第3回 | 1977年6月19日  | 中山      | ヤマブキオー       | 牡8  | JRA  | 1:50.1 | 徳吉一己   | 森末之助   |
| 第4回 | 1979年10月7日  | 中京（J） | リュウアラナス     | 牡5  | 笠松 | 1:52.2 | 町野義隆   | 大橋憲     |
| 第5回 | 1981年6月14日  | 福島      | ハワイアンイメージ | 牡5  | JRA  | 1:50.2 | 増沢末夫   | 鈴木勝太郎 |
| 第6回 | 1983年6月19日  | 中京（J） | メイショウキング   | 牡5  | JRA  | 1:48.6 | 飯田明弘   | 高橋直     |
| 第7回 | 1985年6月16日  | 福島      | テツノカチドキ     | 牡6  | 大井 | 1:48.0 | 佐々木竹見 | 大山末治   |

- オープン特別だが回次が付く[2]。
- 競馬場の（J）はJRA（日本中央競馬会）開催。
- 距離：芝1800メートル
- 出走条件：1973〜1975年・1979年サラブレッド系旧3歳以上。1977年・1981〜1985年サラブレッド系旧4歳以上
- 馬齢は旧表記を用いる。

### 中央競馬招待競走歴代優勝馬
| 回数  | 施行日         | 施行場 | 優勝馬           | 性齢 | 所属 | タイム | 優勝騎手 | 管理調教師 |
| ----- | -------------- | ------ | ---------------- | ---- | ---- | ------ | -------- | ---------- |
| 第1回 | 1974年6月6日   | 大井   | ゴールドイーグル | 牡5  | 愛知 | 1:50.9 | 山田義男 | 野島三喜雄 |
| 第2回 | 1976年11月16日 | 大井   | フアインポート   | 牡4  | 川崎 | 1:50.0 | 竹島春三 | 井上宥蔵   |
| 第3回 | 1978年6月29日  | 大井   | ブレーブボーイ   | 牡5  | 愛知 | 1:51.7 | 山田義男 | 大薮憲三   |
| 第4回 | 1980年6月11日  | 大井   | カツアール       | 牡5  | 大井 | 1:49.9 | 高橋三郎 | 秋谷元次   |
| 第5回 | 1982年6月22日  | 大井   | アズマキング     | 牡6  | 大井 | 1:50.0 | 高橋三郎 | 岡部猛     |
| 第6回 | 1984年6月19日  | 大井   | ダーリンググラス | 牡7  | 浦和 | 1:52.7 | 桑島孝春 | 中沢文男   |

- 距離：ダート1800メートル
- 出走条件：第1回・第3〜6回 サラブレッド系旧4歳以上、第2回 サラブレッド系旧3歳以上
- 馬齢は旧表記を用いる。